# Le Grazie (Foscolo)

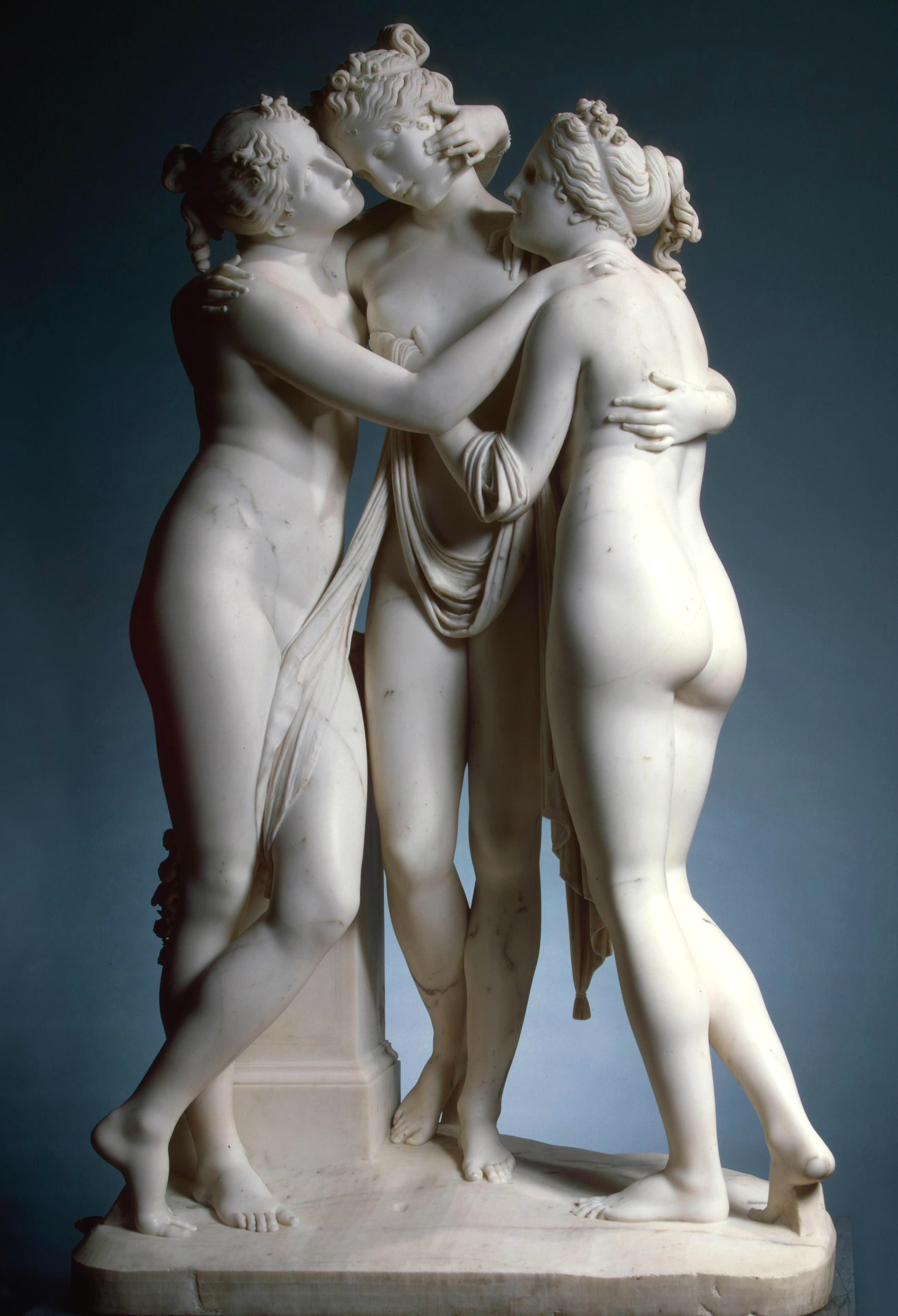
Le tre Grazie, Antonio Canova, Ermitage, San Pietroburgo

Le Grazie è un poemetto o carme incompiuto, composto nel 1812 da Ugo Foscolo, e dedicato allo scultore Antonio Canova, che in quel momento lavorava al gruppo marmoreo delle Grazie. Il primo nucleo nacque nel 1803, ma la vera stesura, mai completata, avvenne nel 1812-13 e terminò l'anno della morte del poeta nel 1827.
Furono pubblicati alcuni frammenti quando l'autore era in vita ed in seguito, dopo la sua morte, furono ripubblicati i frammenti con altri inediti. Nel 1848 fu F. S. Orlandini che ricompose secondo il suo criterio l'opera di Foscolo, ma più genuina fu quella ricomposta nel 1884 da Giuseppe Chiarini riedita nel 1904 e assolutamente migliore l'edizione critica di Mario Scotti, che comprende tutti i frammenti a differenza delle precedenti che ne escludevano alcuni o altri a seconda di come il curatore avesse deciso di ricomporre il poema, e che venne proposta nel 1985.

Il componimento Le Grazie è considerato l'ultimo capolavoro di questo autore e, come scrive Lanfranco Caretti,
Il componimento poetico riguarda le figure della mitologia romana delle Grazie, oltre a inni a Venere, Vesta e Pallade che, in accordo con il testo, hanno portato la civiltà fra uomini prima di allora rozzi e incivili. 
Alcuni critici hanno giudicato Le Grazie, definite da Francesco de Sanctis "l'ultimo fiore del classicismo italiano", superiore ai Sepolcri nonostante l'incompiutezza dell'opera, anche se la poesia è più fredda e distaccata; tuttavia la grande maestria stilistica raggiunta dal Foscolo crea musicalità assai suggestive.
L'opera ha una forma frammentaria, composta da 1263 versi variamente divisi, in quanto Foscolo fa credere al lettore che sia un ritrovamento di un poema classico dedicato appunto alle Grazie.
Fin da subito fu chiaro l'inganno del poeta. Molto probabilmente Foscolo non volle neppure completare il poema perché si accorse che la società borghese, di cui Milano era la città più rappresentativa in Italia, non voleva più un poema didascalico e un poeta vate come ne I Sepolcri, ma preferiva un'opera più sintetica.
Anche se poco valutata nell'Ottocento sia dai patrioti risorgimentali sia da letterati, tra cui lo stesso Francesco De Sanctis, fu invece giudicata il capolavoro di Foscolo nel Novecento, sia da parte di Benedetto Croce, sia, nella seconda metà del secolo, da Giulio Ferroni.

## Genesi dell'opera
Secondo la critica l'idea di quest'opera germogliò nella mente di Foscolo già nel 1803 quando il poeta, in appendice al commento alla Chioma di Berenice, pubblicò quattro frammenti di un antico inno alle Grazie fingendo di averli tradotti dal poeta alessandrino Fanocle; tuttavia il progetto finale, un poema in endecasillabi sciolti, vide la luce fra il 1812 e il 1813, quando Foscolo si trovava nella villa di Bellosguardo a Firenze e poteva lavorare con una certa tranquillità.
Da quegli anni fino alla sua morte il poeta continuò a elaborare e rifinire il testo, aggiungendo episodi nuovi, rivedendo quelli già composti ed elaborando una complessa struttura che avrebbe dovuto racchiudere i vari episodi in un disegno unitario. Il poemetto, rimasto incompleto, aveva l'aspetto di una raccolta di liriche dotate di una perfetta unità di tono e di stile, anche se prive di un vero collegamento concettuale.
Nel 1822, a Londra, il poeta ne pubblicò alcuni passi con una dissertazione sul Velo delle Grazie e nel 1825, insieme alla ristampa del Tieste, apparvero altri brani accanto a quelli pubblicati in precedenza, che erano stati profondamente rielaborati.
Da queste edizioni si può desumere la complessa struttura didascalico-allegorico dell'opera. Foscolo qui si presenta come il continuatore dell'antica poesia classica:

## Contenuto dell'opera
Il carme Le Grazie è articolato in tre distinti inni:
- Inno I dedicato a Venere
- Inno II dedicato a Vesta
- Inno III dedicato a Pallade

Le Grazie, figlie di Venere che è il simbolo della bellezza e armonia dell'universo, sono considerate da Foscolo delle divinità che stanno tra il cielo e la terra e hanno il compito di attuare nel mondo l'armonia per mezzo di quelle arti che rendono l'animo degli uomini più nobile predisponendoli alla civiltà.

### Dedica alle Grazie
Scrive Foscolo nella dedica che precede i tre inni:

### Proemio e Dedica

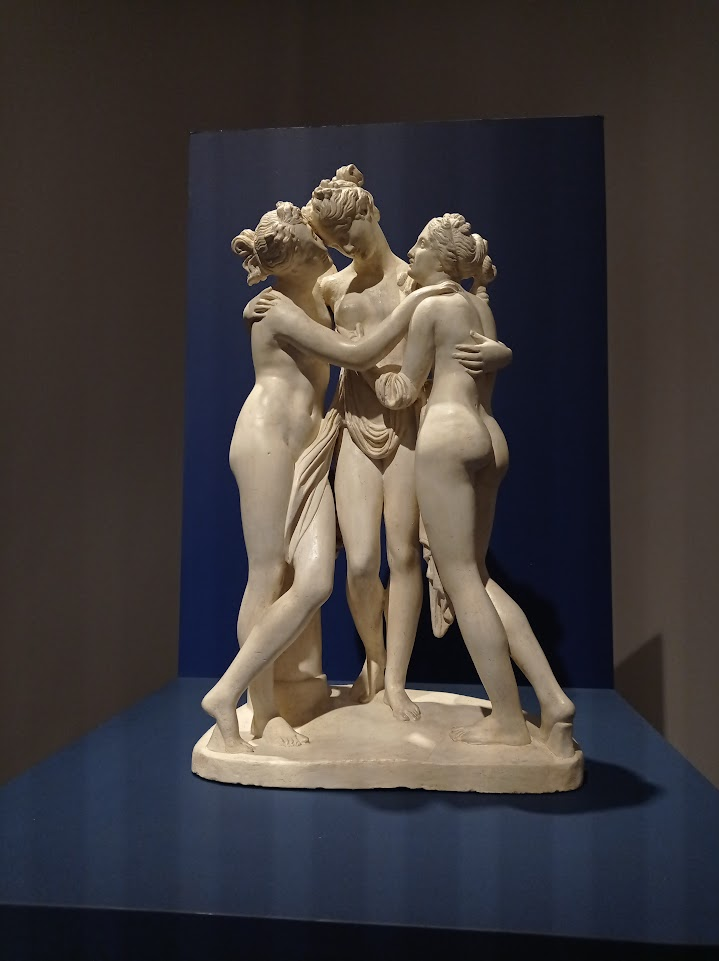
Le Tre Grazie al palazzo Baldeschi al Corso, Perugia. luglio 2022.

Il proemio enuncia l'argomento e invoca le Grazie come gli antichi poeti invocavano le Muse:
Successivamente il Foscolo si rivolge, nella Dedica che viene dopo il Proemio, al Canova, che nel maggio del 1812 aveva fatto collocare la statua di Venere nella Galleria degli Uffizi a Firenze, in sostituzione della Venere de' Medici asportata dai francesi, e lo invita a contemplare l'ara che si trova a Bellosguardo innalzata in onore delle Grazie a cui sta dedicando il celebre gruppo scultoreo:
la protegge di tempio, al vago rito / vieni, o Canova, e agl'inni. Al cor men fece / Dono la bella Dea che tu sacrasti / Qui sull'Arno alle belle Arti custode; / Ed ella d'immortal lume e d'ambrosia / La santa imago sua tutta precinse. / Forse (o ch’io spero!) artefice di Numi, / Nuovo meco darai spirto alle Grazie / Ch'or di tua man sorgon dal marmo.»

### Primo Inno

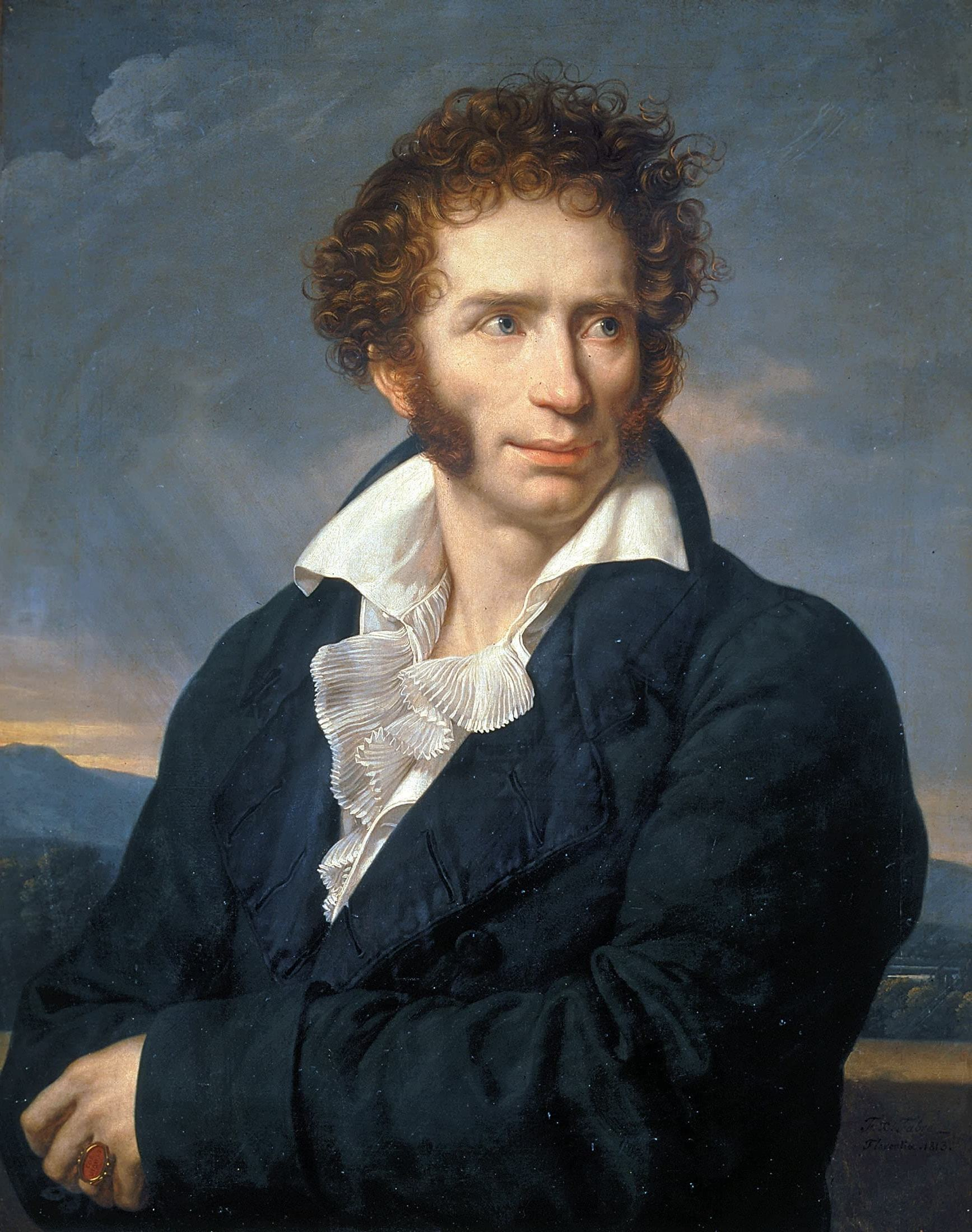
Ugo Foscolo

Nel primo inno, dedicato a Venere, un'umanità ancora allo stato primordiale si trova ad assistere all'apparizione di Venere dal mare greco accompagnata dalle Grazie che fa scoprir loro la bellezza. Foscolo riprende il mito di Esiodo in cui Afrodite/Venere emerge dalla schiuma del mare, come mostrato anche nel dipinto di Botticelli La nascita di Venere. Nascono così nel mondo quelle arti belle che conducono l'uomo alla civiltà, ispirato al celebre passo della Scienza nuova di Giambattista Vico in cui viene descritta la civilizzazione dei "bestioni" (in contrasto con il mito del "buon selvaggio" e la concezione poi espressa da Rousseau nel Discorso sulle scienze e le arti).
In questo primo inno emerge il tema foscoliano della terra natale nella rievocazione dell'isola di Zacinto che, grazie alle sue "candide nubi", a "le selve ampie d'ulivi"  e a "i perpetui cedri", rende possibile un'eterna primavera.
Infine Venere prima di abbandonare la terra, invita le Grazie a perpetuare il ricordo dei nobili sentimenti che rendono eterni gli uomini (ripresa di un tema dei Sepolcri).
Terra ed a' figli. [...] Al partir mio / tale udirete un'armonia dall'alto,	/ che diffusa da voi farà più liete / le nate a delirar vite mortali, [...] sorridete / a' vati, se cogliean puri l'alloro, / ed a' prenci indulgenti, ed alle pie / giovani madri che a straniero latte / non concedean gl'infanti, e alle donzelle / che occulto amor trasse innocenti al rogo, / e a' giovinetti per la patria estinti. / Siate immortali, eternamente belle!»
Conclude con una nuova richiesta alle Grazie di proteggere e ispirare l'Italia con i suoi artisti:
la Deità materna, e novamente

deriveranno l'armonia gl'ingegni

dall'Olimpo in Italia: e da voi solo,

né dar premio potete altro più bello,

sol da voi chiederem, Grazie, un sorriso.»

### Secondo Inno

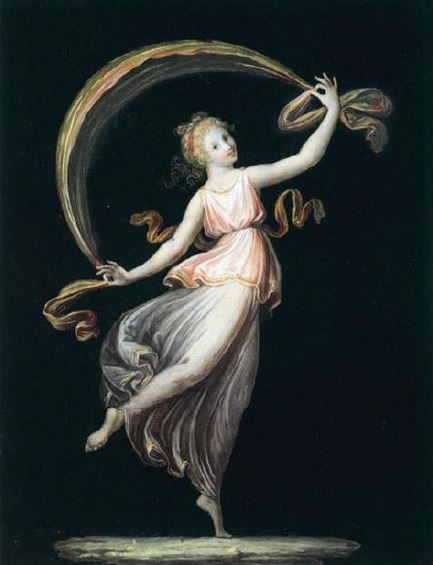
Antonio Canova, Danzatrice che si regge il velo, volta a destra (1798-1799)

Il secondo inno, che è dedicato a Vesta la dea del focolare domestico, si svolge a Bellosguardo dove si sta svolgendo un rito alle Grazie alla presenza di tre sacerdotesse che incarnano tre donne bellissime amate dal poeta (Eleonora Nencini, Cornelia Rossi Martinetti, Maddalena Marliani Bignami) che rappresentano l'arte della musica, della poesia, della danza e ispirano nel cuore degli uomini una grande armonia. Al rito, dove sono invitati garzoni e donzelle che rappresentano il coro, la prima donna suona l'arpa in modo così soave da rievocare l'armonia di tutto l'universo, la seconda donna porta in omaggio votivo un favo, simbolo della dolcezza della parola e pertanto dell'arte poetica , mentre la terza donna offre un cigno alla vice-regina d'Italia e danza con mirabile grazia.

### Terzo Inno
Il terzo inno è dedicato a Pallade Atena, la dea della virtù che trasporta le Grazie sopra un cocchio nel mondo mitico dell'Atlantide,
simbolo di quel mondo superiore senza tempo e senza inconsulte passioni che rappresenta la massima armonia spirituale. In questo luogo Pallade dà l'ordine alle dee minori concessele da Giove, le Parche, Flora, Psiche, Erato, Ebe, Iri, di tessere un velo, nel quale sono raffigurate le virtù e gli affetti più sacri, che le protegga dagli impulsi ferini.
Il carme prosegue con accenni preromantici e autobiografici dove riemerge il forte pessimismo del Foscolo, e il suo dolore per la lontananza dalla madre e dalla patria.
(vv. 265-275)
L'inno e il carme si chiudono con una preghiera alle Grazie perché ritornino a risvegliare negli occhi della terza donna, Maddalena Marliani Bignami, il sorriso.